# LINC02210-CRHR1
LINC02210-CRHR1 (англ. Corticotropin releasing hormone receptor 1) – білок, який кодується однойменним геном, розташованим у людей на довгому плечі 17-ї хромосоми. Довжина поліпептидного ланцюга білка становить 444 амінокислот, а молекулярна маса — 50 719.
| 10         |  | 20         |  | 30         |  | 40         |  | 50         |
| ---------- |  | ---------- |  | ---------- |  | ---------- |  | ---------- |
| MGGHPQLRLV |  | KALLLLGLNP |  | VSASLQDQHC |  | ESLSLASNIS |  | GLQCNASVDL |
| IGTCWPRSPA |  | GQLVVRPCPA |  | FFYGVRYNTT |  | NNGYRECLAN |  | GSWAARVNYS |
| ECQEILNEEK |  | KSKVHYHVAV |  | IINYLGHCIS |  | LVALLVAFVL |  | FLRLRPGCTH |
| WGDQADGALE |  | VGAPWSGAPF |  | QVRRSIRCLR |  | NIIHWNLISA |  | FILRNATWFV |
| VQLTMSPEVH |  | QSNVGWCRLV |  | TAAYNYFHVT |  | NFFWMFGEGC |  | YLHTAIVLTY |
| STDRLRKWMF |  | ICIGWGVPFP |  | IIVAWAIGKL |  | YYDNEKCWFG |  | KRPGVYTDYI |
| YQGPMILVLL |  | INFIFLFNIV |  | RILMTKLRAS |  | TTSETIQYRK |  | AVKATLVLLP |
| LLGITYMLFF |  | VNPGEDEVSR |  | VVFIYFNSFL |  | ESFQGFFVSV |  | FYCFLNSEVR |
| SAIRKRWHRW |  | QDKHSIRARV |  | ARAMSIPTSP |  | TRVSFHSIKQ |  | STAV       |

A: Аланін

C: Цистеїн

D: Аспарагінова кислота

E: Глутамінова кислота

F: Фенілаланін

G: Гліцин

H: Гістидин

I: Ізолейцин

K: Лізин

L: Лейцин

M: Метіонін

N: Аспарагін

P: Пролін

Q: Глутамін

R: Аргінін

S: Серин

T: Треонін

V: Валін

W: Триптофан

Кодований геном білок за функціями належить до рецепторів, g-білокспряжених рецепторів, білків внутрішньоклітинного сигналінгу, фосфопротеїнів. 
Задіяний у такому біологічному процесі, як альтернативний сплайсинг. 
Локалізований у клітинній мембрані, мембрані, ендосомах.